# Kevin Molino
Kevin Molino, né le 17 juin 1990 à Carenage, est un footballeur international trinidadien. Il joue au poste de milieu offensif au Defence Force FC.

## Biographie

### Parcours en sélection
Le 5 octobre 2016, Molino inscrit un triplé contre la République dominicaine lors du troisième tour des éliminatoires de la Coupe caribéenne des nations 2017. Deux jours plus tard, il laisse le groupe trinidadien pour une soirée en boîte de nuit dans son île natale. Il retrouve le groupe pour rejoindre la Martinique mais est immédiatement suspendu par Stephen Hart car le joueur est coutumier du fait. Il regarde alors les Soca Warriors s'incliner 2-0 en prolongations contre la sélection de Martinique depuis la tribune du Stade Pierre-Aliker.
À la suite de cet évènement, il annonce sur les réseaux sociaux qu'il se retire de la sélection pour une année tandis que son club le Orlando City SC ne prend aucune mesure disciplinaire à son encontre.
Le 1er septembre 2023, Kevin Molino annonce la fin de sa carrière internationale après vingt-trois buts en cinquante-neuf sélections.

## Statistiques
| Saison                | Club                  | Championnat           | Championnat | Championnat | Coupe(s) nationale(s) | Coupe(s) nationale(s) | Compétition(s) continentale(s) | Compétition(s) continentale(s) | Compétition(s) continentale(s) | Séries | Séries | Total | Total |
| Saison                | Club                  | Division              | M.          | B.          | M.                    | B.                    | Comp.                          | M.                             | B.                             | M.     | B.     | M.    | B.    |
| 2011                  | Orlando City          | USL Pro               | 21          | 2           | 3                     | 1                     | -                              | -                              | -                              | 3      | 0      | 27    | 3     |
| 2012                  | Orlando City          | USL Pro               | 23          | 2           | 2                     | 1                     | -                              | -                              | -                              | 1      | 0      | 26    | 3     |
| 2013                  | Orlando City          | USL Pro               | 16          | 2           | 3                     | 0                     | -                              | -                              | -                              | 2      | 0      | 21    | 2     |
| 2014                  | Orlando City          | USL Pro               | 27          | 20          | 3                     | 2                     | -                              | -                              | -                              | 1      | 0      | 31    | 22    |
| 2015                  | Orlando City          | MLS                   | 7           | 0           | 0                     | 0                     | -                              | -                              | -                              | -      | -      | 7     | 0     |
| 2016                  | Orlando City          | MLS                   | 30          | 11          | 2                     | 1                     | -                              | -                              | -                              | -      | -      | 32    | 12    |
| Sous-total            | Sous-total            | Sous-total            | 124         | 37          | 13                    | 5                     | -                              | 0                              | 0                              | 7      | 0      | 144   | 42    |
| 2017                  | Minnesota United      | MLS                   | 30          | 7           | 0                     | 0                     | -                              | -                              | -                              | -      | -      | 30    | 7     |
| 2018                  | Minnesota United      | MLS                   | 2           | 2           | 0                     | 0                     | -                              | -                              | -                              | -      | -      | 2     | 2     |
| 2019                  | Minnesota United      | MLS                   | 17          | 3           | 3                     | 0                     | -                              | -                              | -                              | 1      | 0      | 21    | 3     |
| 2020                  | Minnesota United      | MLS                   | 19          | 9           | -                     | -                     | -                              | -                              | -                              | 3      | 4      | 22    | 13    |
| Sous-total            | Sous-total            | Sous-total            | 68          | 21          | 3                     | 0                     | -                              | 0                              | 0                              | 4      | 4      | 75    | 25    |
| 2021                  | Crew de Columbus      | MLS                   | 10          | 1           | -                     | -                     | LCC                            | 0                              | 0                              | -      | -      | 10    | 1     |
| 2022                  | Crew de Columbus      | MLS                   | 11          | 1           | 0                     | 0                     | -                              | -                              | -                              | -      | -      | 11    | 1     |
| 2023                  | Crew de Columbus      | MLS                   | 3           | 0           | 0                     | 0                     | LCup                           | 2                              | 0                              | -      | -      | 5     | 0     |
| Sous-total            | Sous-total            | Sous-total            | 24          | 2           | 0                     | 0                     | -                              | 2                              | 0                              | 0      | 0      | 26    | 2     |
| Total sur la carrière | Total sur la carrière | Total sur la carrière | 216         | 60          | 16                    | 5                     | -                              | 2                              | 0                              | 11     | 4      | 245   | 69    |

## Palmarès

### En club
Orlando City
- USL Pro Cup (Vainqueur des séries) en 2011 et 2013
- Champion de USL Pro (saison régulière) en 2011, 2012 et 2014

 Minnesota United
- Finaliste de la Coupe des États-Unis en 2019

### En sélection nationale
Trinité-et-Tobago
- Finaliste de la Coupe caribéenne des nations en 2012 et 2014

### Distinctions individuelles
- Élu Most Valuable Player de la USL Pro en 2011 et 2012
- Meilleur buteur et meilleur passeur en USL Pro (2014)
- Record du nombre de buts en une saison en USL Pro (20 en 2014)